# Cường giáp
Cường giáp (cường giáp trạng) là tình trạng xảy ra do tuyến giáp sản xuất quá mức hormone tuyến giáp. Còn nhiễm độc giáp là tình trạng gặp phải khi có quá nhiều hormone tuyến giáp do bất kỳ nguyên nhân nào và do đó bao gồm cả chứng cường giáp. Một số người thường sử dụng lẫn lộn hai khái niệm này. Các dấu hiệu và triệu chứng có thể sẽ khác nhau tùy vào từng người, có thể bao gồm khó chịu, yếu cơ, khó ngủ, nhịp tim nhanh bất thường, không chịu được nóng, tiêu chảy, phì đại tuyến giáp, và giảm cân. Các triệu chứng thường ít đối với người già và trong thai kỳ. Một biến chứng hiếm gặp là bão giáp trạng, trong đó nếu có một tác động nào ví dụ như nhiễm trùng sẽ dẫn đến các triệu chứng ngày càng xấu đi như rối loạn, sốt cao và thường dẫn đến tử vong. Bệnh trạng đối nghịch là suy giáp, khi tuyến giáp không sản xuất đủ hormone tuyến giáp.
Bệnh Basedow là nguyên nhân gây ra khoảng 50% đến 80% các trường hợp cường giáp ở Mỹ. Các nguyên nhân khác bao gồm bệnh bướu tuyến giáp thể đa nhân, u tuyến độc, viêm tuyến giáp, ăn quá nhiều iod, và sử dụng quá nhiều hormone tuyến giáp tổng hợp. Một nguyên nhân ít gặp hơn là u tuyến yên. Các bác sĩ sẽ chẩn đoán dựa trên một số dấu hiệu và triệu chứng và sau đó được xác định bằng phương pháp thử máu. Thông thường các xét nghiệm máu cho thấy nồng độ thấp của hormone kích thích tuyến giáp (thyroid stimulating hormone;TSH) và nồng độ T3 hoặc T4 cao. Việc hấp thụ tuyến giáp đồng vị Iod, scan tuyến giáp, và kháng thể TSI có thể giúp chẩn đoán bệnh.
Cách điều trị phụ thuộc vào nguyên nhân và cả dạng bệnh. Có ba cách điều trị chính: dùng đồng vị Iod, dùng thuốc và phẫu thuật tuyến giáp. Liệu pháp dùng đồng vị Iod nghĩa là hấp thụ đồng vị của Iod Iod-131 qua đường miệng để chúng tập trung vào tuyến giáp và phá hủy nó từ vài tuần đến vài tháng. Những thuốc như thuốc chẹn beta sẽ giảm sự tiến triển của chứng bệnh và thuốc kháng giáp như methimazole sẽ tạm thời giúp người bệnh khi cách cách trị liệu khác đang được áp dụng. Phẫu thuật cắt bỏ tuyến giáp là một sự lựa chọn khác. Liệu pháp thường được áp dụng khi tuyến giáp quá to và có nguy cơ phát triển thành ung thư. Chứng cường giáp gây ảnh hưởng tới 1.2% dân số nước Mỹ. Phụ nữ dễ bị cường giáp hơn nam giới từ hai đến mười lần. Độ tuổi dễ mắc nhất là từ 20 đến 50 tuổi.